# 1949 na literatura

## Nascimentos
| Data           | Nome                    | Profissão                                                                 | Nacionalidade              | Observações | Ref |
| -------------- | ----------------------- | ------------------------------------------------------------------------- | -------------------------- | ----------- | --- |
| 26 de março    | Patrick Süskind         | escritor                                                                  | Alemanha                   |             |     |
| 7 de abril     | Rui Ferreira de Sousa   | jornalista, escritor e crítico literário                                  | Reino Unido Estados Unidos | m. 2011     |     |
| 13 de abril    | Christopher Hitchens    | poeta, escritor, jornalista e dramaturgo                                  | Portugal                   |             |     |
| 29 de abril    | Nuno Júdice             | ensaísta, poeta e dramaturgo                                              | Portugal                   |             |     |
| 23 de setembro | Jerry B. Jenkins        | escritor                                                                  | Estados Unidos             |             |     |
| 19 de outubro  | Chico Alencar           | historiador e político                                                    | Brasil                     |             |     |
| ?              | João Alfacinha da Silva | escritor, jornalista, guionista para televisão, publicitário e dramaturgo | Portugal                   | m. 2007     |     |
| ?              | Hélia Correia           | escritora e dramaturga                                                    | Portugal                   |             |     |

## Mortes
| Data           | Nome                | Profissão         | Nacionalidade  | Observações | Ref |
| -------------- | ------------------- | ----------------- | -------------- | ----------- | --- |
| 4 de maio      | Joaquim Nunes Claro | médico e escritor | Portugal       | n. 1878     |     |
| 16 de agosto   | Margaret Mitchell   | escritora         | Estados Unidos | n. 1900     |     |
| 29 de setembro | Léon Frapié         | escritor          | França         | n. 1863     |     |
| 16 de novembro | António Aleixo      | poeta popular     | Portugal       | n. 1899     |     |

## Prémios literários
- Nobel de Literatura — William Faulkner.
- Prémio Machado de Assis — não atribuído